# Disney Infinity
Disney Infinity es un videojuego de Disney Interactive Studios que fue lanzado el 18 de agosto de 2013. El juego utiliza figuras coleccionables que luego son sintetizadas en el juego, permitiendo a los personajes de las series y películas de Disney interactuar e ir de aventuras.
Hay varios modos de juegos: Los sets de juego son los mundos de algunas películas en los se podrá jugar; y la Toy Box es un modo de juego en el que el jugador puede construir su propio mundo y jugar con todos los personajes, por ejemplo: en el set de juego de Cars, sólo se podrá jugar con los personajes de Cars, pero en la Toy Box se podrán combinar personajes como Mate y Jack Sparrow.

## Personajes compatibles (Versión 1.0)

### Los Increíbles
- Mr. Increíble
- Elastigirl
- Dash
- Violeta
- Síndrome

### Piratas del Caribe
- Jack Sparrow
- Héctor Barbossa
- Davy Jones

### Monsters University
- James P. Sullivan (Sulley)
- Mike Wazowski
- Randy

### Toy Storyen el espacio
- Woody
- Buzz Lightyear
- Jessie

### Cars
- Rayo McQueen
- Mate
- Francesco Virgollini
- Holley Shiftwell

### El Llanero Solitario
- Llanero solitario
- Toro

### Toy Box
- Jack Skellington
- Elsa
- Anna
- Ralph
- Vanellope
- Rapunzel
- Agente P
- Phineas
- Mickey Aprendiz de Brujo

Los Personajes de Disney Infinity 2.0 y 3.0 no funcionarán en Disney Infinity 1.0.

## Personajes compatibles (Versión 2.0)

### Avengers(Vengadores)
- Iron Man
- Capitán América
- Thor
- Hulk
- Black Widow
- Hawkeye
- Falcon
- Loki

### Spider-Man
- Spider-Man
- Nova
- Puño de Hierro
- Nick Fury
- Venom
- El Duende Verde

### Guardianes de la Galaxia
- Star Lord
- Gamora
- Drax el Destructor
- Rocket Racoon
- Groot
- Yondu
- Ronan el Acusador

### Toy Box 2.0 Originals
- Maléfica (versión de 2014)
- Mérida
- Pato Donald
- Stitch
- Aladdín
- Jasmine
- Campanilla (Tinker Bell)
- Baymax
- Hiro
- Mickey Mouse Aprendiz de Brujo (Cristal)

### Exclusivos para IOS y PC
(posteriormente incluidos en la Versión 3.0)
- Sam Flynn (Tron)
- Quorra (Tron)

Los personajes de 1.0 también funcionan en Disney Infinity 2.0 pero no los de 3.0.

## Personajes compatibles (Versión 3.0)

### Star Wars: El Ocaso de la República
- Anakin Skywalker
- Ahsoka Tano
- Yoda
- Obi-Wan Kenobi
- Darth Maul

### Star Wars: Rebelión contra el Imperio
- Luke Skywalker
- Princesa Leia
- Han Solo
- Chewbacca
- Boba Fett
- Darth Vader

### Star Wars: El Despertar de la Fuerza
- Finn
- Rey
- Poe Dameron
- Kylo Ren

### Star Wars Rebels
- Ezra Bridger
- Kanan Jarrus
- Sabine Wren
- Zeb Orrelios

### Inside Out(Del Revés, Intensa Mente)
- Alegría
- Furia
- Temor
- Tristeza
- Desagrado

### Finding Dory(Buscando a Dory)
- Dory
- Nemo

### Marvel
- Ultrón
- Iron Man HulkBuster
- Capitán América: El Primer Vengador
- Visión
- Ant-Man
- Pantera Negra
- Spiderman con traje negro

### Disney
- Mickey Mouse
- Minnie Mouse
- Mulán
- Olaf
- Spot
- Sam Flynn
- Quorra
- Juddy Hopps
- Nick Wilde
- Alicia
- Sombrerero Loco
- Tiempo
- Baloo

Otros como Peter Pan, Darkwing Duck o un playset de Moana fueron suspendidos por cierre.

## Sets de Juego (Play Sets)

### Disney Infinity 1.0
- Cars
- Monsters University
- Los Increíbles
- Piratas del Caribe
- Llanero Solitario
- Toy Story en el espacio

### Disney Infinity 2.0
- Avengers (Vengadores)
- Spider-Man
- Guardianes de la Galaxia

### Disney infinity 3.0
- Star Wars: El Ocaso de la República
- Star Wars: Rebelión contra el Imperio
- Star Wars: El Despertar de la Fuerza
- Campos de Batalla de Marvel
- Inside Out (Intensa Mente, Del Revés)
- Finding Dory (Buscando a Dory)

Los Sets de Juego solo pueden jugarse en su juego por ejemplo: el set de juego del Llanero Solitario solo puede jugarse en Disney Infinity 1.0.
Los Personajes de Star Wars pueden jugarse en todos los sets de juego de Star Wars.

## Paquetes Iniciales (Starter Pack)

### Disney Infinity 1.0
El paquete inicial contiene:
- Videojuego Disney Infinity
- Base Disney Infinity
- Figura de Mr. Increíble
- Figura de Jack Sparrow
- Figura de Sulley
- Set de juego de Los Increíbles
- Set de juego de Piratas del Caribe
- Set de juego de Monsters University
- Código Web
- Disco de poder

### Disney Infinity 2.0
El paquete inicial contiene:
- Videojuego Disney Infinity 2.0
- Base Disney Infinity
- Figura de Iron Man
- Figura de Thor
- Figura de Black Widow
- Set de juego de Avengers
- Código Web
- 2 Discos de Aventura
- Póster

### Disney Infinity 2.0: Toy Box
El paquete inicial contiene: 
- Videojuego Disney Infinity 2.0
- Base Disney Infinity
- Figura de Mérida
- Figura de Stitch
- Código Web
- 2 Discos de Aventura
- Póster

### Disney Infinity 3.0
El paquete inicial contiene:
- Videojuego Disney Infinity 3.0
- Base Disney Infinity
- Figura de Anakin Skywalker
- Figura de Ahsoka Tano
- Set de juego de Star Wars: el Ocaso de la República
- Código Web

## Discos de Poder
Los Discos de Poder se usan en el juego para desbloquear nuevas cosas, cambiar paisajes, cambiar el vestuario de algún personaje o para aumentar el poder.
Los discos de poder en Disney Infinity 1.0 y 2.0 vienen en paquetes de 2 discos sorpresa aleatorios.
Los discos de poder en Disney Infinity 3.0 vienen en paquetes de 4 discos. Algunos paquetes son:
- Star Wars: Twilight of the Republic Power Disc Pack
- Star Wars: Rise Against the Empire Power Disc Pack
- Star Wars: The Force Awakens Power Disc Pack
- Tomorrowland Power Disc Pack
- The Good Dinosaur Power Disc Pack
- Zootopia Power Disc Pack

## Juegos de Expansión Toy Box 3.0
Los juegos de expansión Toy Box 3.0 son mundos que te permiten desbloquear mundos adicionales para ampliar la Toy Box con personajes de Disney, Pixar, Marvel y Star Wars. 
Los juegos de expansión son:
- Toy Box Speedway
- Toy Box Takeover